# 伊藤博文 (映画監督)
伊藤 博文（いとう ひろふみ、1954年 - ）は、日本の映画監督、映像制作者、デジタル映像技術開発者。8K超大型映像の制作を主導中。神奈川県横浜市出身。早稲田大学政治学部卒業。

## 略歴・人物
1979年 早稲田大学政治経済学部政治学科を卒業後、日本放送協会（NHK）に入局。
1986年 CGと実写を合成したドラマ『テレビの国のアリス』（後藤久美子初主演）を演出。
1989年 NHKスペシャル『驚異の小宇宙 人体』の映像制作より第29回日本テレビ技術賞受賞。
1990年 ニューヨークでハイビジョン専門のCGプロダクション『HD/CG NY』を立ち上げハイビジョンCG作品「ロストアニマルズ」を制作。モントリオールのアニメーションフェスティバルImage du Futurで1位入賞。CG界のアカデミー賞ともいえるSIGGRAPH 91エレクトリックシアターで上映。
1991年 NHKを退局、ビバリーヒルズにMagic Box Productions, Inc.を設立。
1992年 CGモデリングソフト、メタクレイの開発。SoftImage社にライセンス。
メタクレイは、ハリウッド映画『フラバー』やユニバーサルスタジオのアトラクション『Terminator 2 in 3D』などの製作技術として採用。 https://web.archive.org/web/20030501155928/http://www.gameedu.org/magzine/film2.htm
1993年 ハリウッド映画『Super Mario Brothers』のCG制作。
1995年 Magic Box Production, Inc.としてアナハイム・ディズニーランドのインディアナジョーンズ・アドベンチャーの制作にCGチームとして参加。
2000年 短編映画『PANNYA』（監督）でQFRONT東京ファンタスティック映画祭グランプリ受賞。
2002年 田中麗奈主演映画『玩具修理者』監督。
2004年 株式会社モルフォを東大学生らと設立（同社は2011年7月マザーズ上場）。
吉岡美穂 DVD『バリアン』監督。 　　https://web.archive.org/web/20030719021638/http://s-dvd.net/yoshioka/index.html
2005年『勘クローン』の開発:18代中村勘三郎に襲名前の勘九郎をデジタルクローン化。
日本テレビの番組『行列のできる法律相談所』に出演している4人の弁護士をデジタルクローン化。
2007年『和田アキ子クローン』 11月、『新垣結衣（ガッキー）クローン』発表。
2008年 学研より『ほしのあきクローン』発売。
サイエンス映像学会（東大名誉教授の養老孟司が理事長）の理事。
2011年 合成音声とリップシンクする『声バンク・高橋愛ドロイド』をBS-TBSと共同開発、6月発売。
BS-TBS番組『高橋×高橋』を演出。
2012年 顔認識ARアプリ（iPhone,Android）を開発。B特許出願。
2015年 モーションベクタ・ライブラリとWebGLを利用した「画像自動マッチング技術」や、「超大型映像制作」を手掛ける。
2022年 テレビ番組『DeepTV.art』を企画。総合演出も手掛ける。

## 作品

### 映画
- PANNYA（2000年）東京ファンタスティック映画祭グランプリ受賞
- 玩具修理者（2002年）